# Anghel Saligny (metropolitana di Bucarest)
Anghel Saligny (una volta conosciuta come Linia de Centură) è una stazione e capolinea della linea M3 della metropolitana di Bucarest, situata a sud-est della città.
La stazione è entrata in funzione il 20 novembre 2008, insieme a tutto il prolungamento della Linea M3 da Nicolae Grigorescu ad Anghel Saligny.